# فریتس هورن
فریتس هورن (انگلیسی: Fritz Horn؛ زادهٔ ۱ ژانویهٔ ۱۹۰۹ - درگذشته نامشخص) بازیکن هاکی روی چمن اهل آلمان است.